# Kaléidoscope
Pour les articles homonymes, voir Kaléidoscope (homonymie).

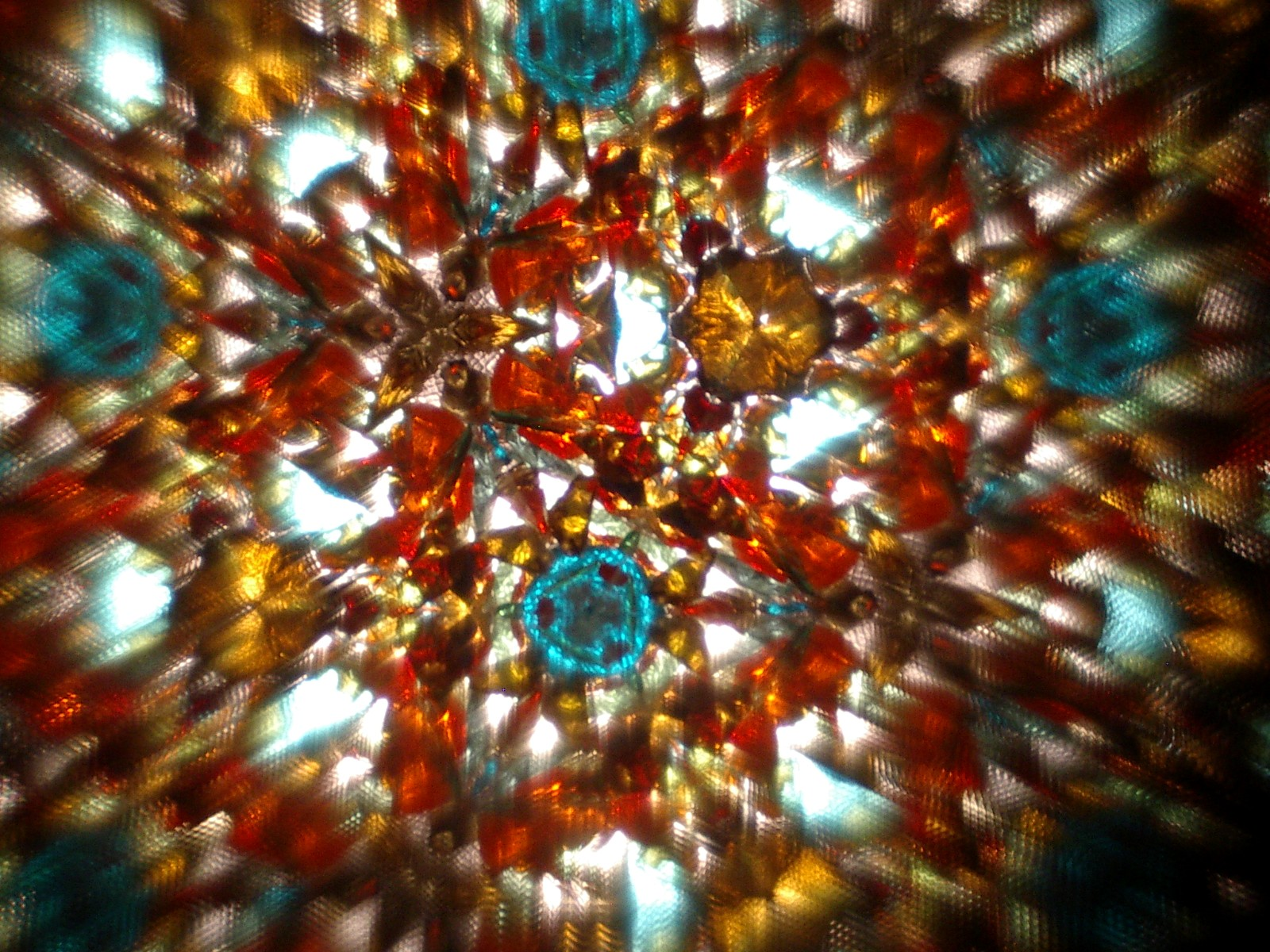
Vue à travers un kaléidoscope.

Le kaléidoscope ou caléidoscope est un instrument optique réfléchissant à l'infini et en couleurs la lumière extérieure. Le nom de ce jouet vient des trois mots grecs kalós, « beau », eîdos « image », et skopéō « regarder ». Certains modèles contiennent des fragments mobiles de verres colorés ou des bulles produisant d'infinies combinaisons de jolies images.
L'observateur regarde d'un côté du tube, alors que la lumière entre de l'autre et se réfléchit sur les miroirs.

## Histoire

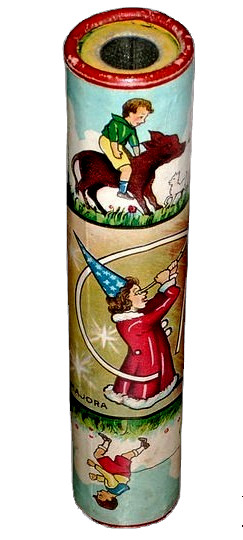
Tube illustré de kaléidoscope.

Inventé par le physicien écossais Sir David Brewster en 1816 alors qu'il faisait des expériences sur la polarisation de la lumière, le kaléidoscope a été breveté le 27 avril 1818 par Winsor et le 29 mai par Giroux.
Le Kaléidoscope eut un grand succès à Paris de 1818 à 1822, en concurrence réelle avec le casse-tête chinois. Au XIXe siècle le kaléidoscope est un joujou scientifique dans les catalogues d'optique ou encore un outil de prestidigitation voire de magie blanche.

## Un topos littéraire
Le kaléidoscope a inspiré de nombreux écrivains et philosophes. Dans la mesure où il possède à la fois un nombre « fini » d'éléments dans un espace fini (clos) et où il autorise pourtant un nombre « indéfini » de combinaisons, il donne une illustration concrète, symbolique, de la façon dont on peut créer quelque chose de nouveau par un simple réagencement de ce qui existait déjà auparavant. Il donne ainsi une figure réconciliant les termes apparemment opposés de la permanence et du changement, de l'identité et de la différence.
Cette image permet également d'illustrer un propos soutenant que ce ne sont pas les éléments qui font le tout, mais la forme que prend leur combinaison : le tout n'est pas réductible à la somme de ses parties. À partir d'un nombre fini d'éléments, on peut créer un grand nombre de figures différentes.
Outre les références qui suivent, on peut trouver un exemple contemporain de ce procédé dans Stéphanie Phanistée, roman de Frédérick Tristan (Prix Goncourt 1983), dans lequel les situations et les personnages se transforment selon la vision des personnages racontant l'histoire.
Citons au passage Verlaine : « Mes cils se rapprochant […] me kaléidoscopaient les choses. »
(Verlaine, Confessions, dans Œuvres complètes, t. 5, 1895, p. 8) ou Aragon « Quand je t'aurai donné le kaléidoscope des douleurs […] » (Aragon, Elsa, 1959, p. 47).

### Schopenhauer
Schopenhauer utilise l'image du kaléidoscope pour montrer la forme de  métempsycose qui caractérise l'histoire : les plantes, animaux, hommes et peuples meurent et naissent sans cesse, et sous un changement apparemment incessant, ce sont toujours les mêmes figures qui réapparaissent : les individus meurent, l'espèce vit toujours. Ce qui permet de faire signe vers un optimisme sous ce pessimisme fondamental : « l'espèce, voilà ce qui vit toujours, et, dans la conscience de l'immutabilité de l'espèce et de leur identité avec elle, les individus existent confiants et joyeux ».

« L'histoire a beau prétendre nous raconter toujours du nouveau, elle est comme le kaléidoscope : chaque tour nous présente une configuration nouvelle, et cependant ce sont, à dire vrai, les mêmes éléments qui passent toujours sous nos yeux. »

— Le monde comme volonté et comme représentation, chapitre XLI

### Marcel Proust
Marcel Proust utilise la métaphore du kaléidoscope pour décrire la façon dont certaines sociétés changent à l'égard des Juifs : 

« pareille aux kaléidoscopes qui tournent de temps en temps, la société place successivement de façon différente des éléments qu’on avait cru immuables et compose une autre figure. Je n’avais pas encore fait ma première communion, que des dames bien pensantes avaient la stupéfaction de rencontrer en visite une juive élégante. Ces dispositions nouvelles du kaléidoscope sont produites par ce qu’un philosophe appellerait un changement de critère. L’affaire Dreyfus en amena un nouveau, à une époque un peu postérieure à celle où je commençais à aller chez Mme Swann, et le kaléidoscope renversa une fois de plus ses petits losanges colorés. Tout ce qui était juif passa en bas fût-ce la dame élégante, et des nationalistes obscurs montèrent prendre sa place. Le salon le plus brillant de Paris fut celui d’un prince autrichien et ultra-catholique. Qu’au lieu de l’affaire Dreyfus il fut survenu une guerre avec l’Allemagne, le tour du kaléidoscope se fût produit dans un autre sens. Les juifs ayant à l’étonnement général, montré qu’ils étaient patriotes, auraient gardé leur situation et personne n’aurait plus voulu aller ni même avouer être jamais allé chez le prince autrichien. Cela n’empêche pas que chaque fois que la société est momentanément immobile, ceux qui y vivent s’imaginent qu’aucun changement n’aura plus lieu, de même qu’ayant vu commencer le téléphone, ils ne veulent pas croire à l’aéroplane. »

— Marcel Proust, À l'ombre des jeunes filles en fleurs, « Autour de Mme Swann », Paris, Gallimard, Quarto, 1999, p. 412-413.
Plus loin, dans Le Côté de Guermantes, Proust revient sur la métaphore du « kaléidoscope social » (Le Côté de Guermantes I, éd. Quarto, p. 891).

### Claude Lévi-Strauss
Dans un passage célèbre de la Pensée sauvage, Claude Lévi-Strauss utilise l'image du kaléidoscope pour décrire par analogie la logique « sauvage », qu'étudie l'ethnologue (Claude Lévi-Strauss, La Pensée sauvage, « La logique des classifications totémiques », Paris, Plon, 1962, Pocket Agora, p. 51-52). 

« Cette logique opère un peu à la façon du kaléidoscope : instrument qui contient aussi des bribes et des morceaux, au moyen desquels se réalisent des arrangements structuraux. »

La logique « bricolée » par la pensée sauvage, telle que la conçoit Lévi-Strauss, obéit en effet à une certaine homologie structurelle avec le kaléidoscope :
- les éléments proviennent d'un processus contingent de destruction et de cassure : cassure du verre, ou récupération de signes linguistiques sortis de leur contexte : « les fragments sont issus d'un procès de cassure et de destruction, en lui-même contingent, mais sous réserve que ses produits offrent entre eux certaines homologies : de taille, de vivacité de coloris, de transparence. Ils n'ont plus d'être propre, par rapport aux objets manufacturés qui parlaient un « discours » dont ils sont devenus les indéfinissables débris ; mais, sous un autre rapport, ils doivent en avoir suffisamment pour participer utilement à la formation d'un être d'un nouveau type » ;
- le tout forme une structure : structure bornée par les limites du kaléidoscope, ou structure du système signifiant ;
- la combinaison particulière que prend le tout est contingente, résultant de la giration du kaléidoscope par l'observateur ou de certaines associations entre des oppositions différentielles ;
- la combinaison ainsi formée est projetée sur les choses, et n'est pas en elle-même objet d'une expérience pour l'observateur.

## Clifford Simak
Dans son ouvrage classique Demain les chiens, Clifford Simak utilise le kaléidoscope comme allégorie du phénomène de compréhension. Dans un passage essentiel du cinquième conte (Le Paradis), Webster, le personnage principal, envisage la disparition à venir de la race humaine. Fowler, ancien dromeur revenu de Jupiter, apporte en effet la bonne nouvelle d'une vie meilleure accessible à tous sous condition d'abandon de la condition humaine. Son témoignage, cependant, est inopérant tant qu'il ne peut s'exprimer qu'au travers du langage ordinaire, inapte à convaincre quiconque du bienfait d'un changement aussi radical. Il se trouve cependant que la philosophie de Juwain, dont la perfection rend possible une compréhension parfaite entre locuteurs, risque de permettre à Fowler de se faire effectivement comprendre, ce qui se traduirait inévitablement par la désertion de la race humaine de la surface de la terre, et sa transformation en une nouvelle espèce n'ayant plus rien de commun avec le genre humain. Durant tout le temps qu'il consacre à examiner cette hypothèse transhumaniste radicale, Webster passe son temps à jouer avec le kaléidoscope posé sur son bureau. Il regarde parfois au travers, mais surtout il le manipule, le saisit et le regarde, tout comme il semble considérer le problème posé par la situation à laquelle il doit faire face.

## Télévision
Ce jouet a été choisi comme nom d'un jeu dans Restez donc avec nous le samedi présenté par Denise Fabre.
Dans la version française de Naruto, une des évolutions du sharingan s’appelle le kaléidoscope hypnotique du sharingan.
En 2023 sort sur Netflix une mini-série nommée Kaléidoscope.

## Musique
- Kaleidoscope est une chanson de Coldplay figurant sur leur septième album A Head Full of Dreams sorti le 4 septembre 2015.
- Kaleidoscope est une chanson de Blink-182 figurant sur leur sixième album Neighborhoods sorti le 21 septembre 2011.
- Kaleidoscope est une chanson d'A Great Big World figurant sur leur deuxième album When The Morning Comes sorti le 13 novembre 2015.
- Kaleidoscope est également le nom du quatrième album studio du supergroupe de rock progressif Transatlantic. L'album est sorti le 27 janvier 2014.
- Kaleidoscope est aussi le quatrième album studio d'Adam Lopez, sorti en 2014.
- Kaleidoscope est aussi le nom d'un album écrit et interprété par Gilbert Laffaille et paru en 1979. On retrouve dans l'album une chanson du même nom.
- Kaleidoscope est le titre du troisième album de DJ Okawari, sorti en 2011.
- Kaleidoscope est également le titre d'une chanson du groupe Holy Oysters.
- Kaleidoscope est également une chanson de Vicetone, sorti en 2016.
- Kaleidoscope est également une chanson de Crown The Empire issu de leur troisième album : Retrograde sorti en 2016.
- Kaleidoscope est le titre du mini-album de Coldplay sorti le 2 juin 2017.
- Kaleidoscope est le titre du sixième album du groupe Mekong Delta, sorti en 1992.
- Kaleidoscope Eyes est une chanson  de Panic! At The Disco figurant sur leur troisième album Vices and Virtues (Shockhound Exclusive Bonus Track) sorti en 2011.
- Kaleidoscope est la quatrième piste de l'album III de BadBadNotGood, sorti en mai 2014.
- Le clip The Zephyr Song des Red Hot Chili Peppers est en majorité fait avec des kaléidoscopes.
- Kaleidoscope est le titre du premier album de Kelis, sorti en 1999.
- Kaleidoscope est le titre du troisième album de Siouxie and the Banshees sorti en 1980.
- Caleidoscopio est le titre d'un double-album du groupe Comet Musicke dédié à Diego Ortiz publié en janvier 2022.